# 今村将也
今村 将也（いまむら まさなり、1957年(昭和32年)7月19日 – ）は、日本の実業家。東洋水産株式会社社長。日本即席食品工業協会副理事長。神奈川県出身。

## 人物
- 1957年（昭和32年）7月19日生まれ[3]。
- 1981年（昭和56年）3月　中央大学商学部卒業[4]。

## 経歴
- 1981年（昭和56年）4月　東洋水産入社。関西事業部長等を歴任。
- 2011年（平成23年）6月　取締役。
- 2012年（平成24年）6月　常務取締役。
- 2013年（平成25年）6月　専務取締役兼即席麺本部長。
- 2014年（平成26年）6月　代表取締役社長に就任。社長を退任した小畑一雄は顧問[5]。
- 2018年（平成30年）5月　日本即席食品工業協会副理事長[6]
- 2023年（令和5年）5月　代表取締役副会長に就任[7]。